# هشی
هشی یک روستا در ایران است که در دهستان خورش رستم شمالی واقع شده‌است. هشی ۱۴۶  نفر جمعیت دارد.